# Pirrolidina
Pirrolidina, o tetrahidropirrole, és un compost orgànic amb la fórmula molecular C₄H9N. És una amina cíclica secundària amb un anell que contenen quatre àtoms de carboni i un de nitrogen. És un líquid clar d'olor desagradable com d'amoníac i de peix
La pirrolidina es troba de manera natural en les fulles del tabac i la pastanaga. L'estructura de l'anell de pirrolidina es troba en nombrosos alcaloides naturals com la nicotina i la higrina. Es troba en moltes drogues farmacèutiques com la prociclidina i el bepridil. També forma la base dels compostos de racetam (p.e. piracetam, aniracetam).
Un anell de pirrolidina és l'estructura central dels aminoàcids prolina i hidroxiprolina.
En la química orgànica la pirrolidina es fa servir per activar les cetones i els aldehids cap a l'addició nucleofílica per formació de l'iminium. També pot promoure la condensació aldol de cetones i aldehids per formació de l'enamina.